# مارسیو آراخو (بازیکن فوتبال، زاده ۱۹۸۴)
مارسیو رودریگز آراخو (به پرتغالی: Márcio Rodrigues Araújo) هافبک، مدافع اهل برزیل است که در شهر São Luís و در تاریخ ۱۱ ژوئن ۱۹۸۴ به دنیا آمده‌است.
مارسیو رودریگز آراخو در تیم‌های فوتبال Corinthians-AL سابقهٔ حضور دارد.